# Kaappisaari (ö i Norra Savolax)
Kaappisaari är en ö i Finland. Den ligger i sjön Konnevesi och i kommunen Rautalampi i den ekonomiska regionen  Inre Savolax ekonomiska region  och landskapet Norra Savolax, i den centrala delen av landet, 280 km norr om huvudstaden Helsingfors. Öns area är 3,4 hektar och dess största längd är 420 meter i sydöst-nordvästlig riktning.